# Antiblemma punctistriga
Antiblemma punctistriga là một loài bướm đêm trong họ Erebidae.